# 淠河
淠河，古称沘水、白沙河，淮河干流中游右岸支流。地处安徽省西部，大别山北麓。河道总长253千米，流域面积6000平方千米。河道总高差362.1米，平均比降1.46‰。

## 概况
淠河源头有东西两支，东支称东淠河，为淠河干流；西支称西淠河。淠河主源为东淠河西支漫水河，发源于霍山县西南，豫皖交界大别山海拔1698米的山峰大同尖，漫水河北流至佛子岭水库与黄尾河汇流后始称东淠河，东淠河北流至六安市裕安区西河口乡左汇西淠河后始称淠河。淠河北流经六安市市区和裕安、寿县界和霍邱、寿县界，至寿县正阳关镇西南注入淮河。

## 流域概况
淠河流域地处北亚热带向暖温带过渡地带，冬季干冷，夏季湿热。夏季受台风影响，气候多变，旱涝频繁。全流域年均降水量1334毫米，上游降水比下游略多。
流域南部为大别山区，中部为山丘区，北部为丘陵和平原洼地地貌。流域内山区占72%，丘陵区占17%，沿河平原洼地占11%。
淠河中上游水利资源丰富，蕴藏量33万千瓦，流域内已开发水电站119座，总装机容量25.5万千瓦。上游建有白莲崖、磨子潭、佛子岭、响洪甸等大型水库以及横排头水利枢纽工程。